# ديريك دوكري
ديريك دوكري (بالإنجليزية: Derrick Dockery)‏ هو لاعب كرة قدم أمريكية أمريكي، ولد في 7 سبتمبر 1980 في غارلاند في الولايات المتحدة.

## وصلات خارجية
- ديريك دوكري على موقع مرجع كرة القدم المحترفة.كوم (الإنجليزية)